# Richterwahlausschuss
Richterwahlausschuss (w tłum. na pol. „Komisja ds. wyboru sędziów”) – nazwa organów kolegialnych w systemie niemieckiego sądownictwa, które wybierają sędziów sądów powszechnych i szczególnych na poziomie federalnym oraz w przeważającej części krajów związkowych (landów). Odgrywają podobną rolę w Niemczech, jaką odgrywa Krajowa Rada Sądownictwa (KRS) w Polsce.

## Poziom federalny
Na poziomie federalnym Richterwahlausschuss wybiera sędziów federalnych (Bundesrichter) do sądów federalnych (Bundesgericht), do których zalicza się:
- Federalny Trybunał Sprawiedliwości (Bundesgerichtshof – BGH),
- Federalny Sąd Pracy (Bundesarbeitsgericht – BAG),
- Federalny Sąd Administracyjny (Bundesverwaltungsgericht – BVerwG),
- Federalny Trybunał Finansowy (Bundesfinanzhof – BFH),
- Federalny Sąd Socjalny(inne języki) (Bundessozialgericht – BSG),
- Federalny Sąd Patentowy(inne języki) (Bundespatentgericht – BPatG).

Podstawę prawną stanowią: art. 95 ust. 2 niemieckiej ustawy zasadniczej (Grundgesetz – GG), Ustawa o wyborze sędziów (Richterwahlgesetz – RiWG) oraz Ustawa o sędziach (Deutsches Richtergesetz – DRiG). Richterwahlausschuss składa się z ministrów sprawiedliwości wszystkich szesnastu landów (w niektórych landach zwanych senatorami) i takiej samej liczby członków, których wybiera niemiecka niższa izba parlamentu federalnego (Bundestag – BT). Członkowie Richterwahlausschuss wybrani przez Bundestag nie muszą być sędziami. Z reguły nimi nie są.
Sędziowie Federalnego Trybunału Konstytucyjnego (Bundesverfassungsgericht – BVerfG) są wybierani według art. 94 niemieckiej ustawy zasadniczej (Grundgesetz – GG) przez federalny parlament bez udziału Richterwahlausschuss.

### Procedura wyboru sędziów
Kandydatów na sędziów federalnych zgłasza Federalny Minister Sprawiedliwości (Bundesjustizminister) lub Richterwahlausschuss. Niewiążącą opinię o kandydacie wydaje prezydium sądu, w którym kandydat chce pracować, vide § 57 DRiG. Federalny Minister Sprawiedliwości przesyła akta kandydata do Richterwahlausschuss. Richterwahlausschuss podejmuje decyzję o wyborze kandydata w niejawnym głosowaniu zwykłą większością oddanych głosów. Jeżeli Federalny Minister Sprawiedliwości zgadza się z wyborem, wnioskuje do Prezydenta Federalnego (Bundespräsident) o mianowanie kandydata na sędziego. Prezydent razem z Kanclerzem Federalnym (Bundeskanzler) lub Federalnym Ministrem Sprawiedliwości mianuje sędziego.

## Poziom landowy
Zgodnie z art. 98 ust. 4 niemieckiej ustawy zasadniczej (Grundgesetz – GG), poszczególne landy mogą postanowić, że wyboru i mianowania sędziów dokonuje minister sprawiedliwości danego landu lub że sędziowie wybierani są łącznie przez ministra sprawiedliwości danego landu oraz landową komisję ds. wyboru sędziów (Richterwahlausschuss).
W pięciu landach RFN (Dolna Saksonia, Saksonia, Saksonia-Anhalt, Nadrenia Północna-Westfalia i Saara) sędziów wybiera i mianuje minister sprawiedliwości danego kraju związkowego, bez udziału Richterwahlausschuss.
- Według art. 51 ust. 3 konstytucji Dolnej Saksonii może zostać powołany Richterwahlausschuss. Dotychczas nie został powołany.
- Według art. 79 ust. 3 konstytucji Saksonii może zostać powołany Richterwahlausschuss. Dotychczas nie został powołany.
- Według art. 83 ust. 4 konstytucji Saksonii-Anhalt może zostać powołany Richterwahlausschuss. Dotychczas nie został powołany.
- Konstytucje Nadrenii Północnej-Westfalii i Saary (oba landy ze starej RFN) nie przewidują możliwości powołania Richterwahlausschuss. To wyjątkowe przypadki w systemie sądownictwa niemieckiego.

Choć wybór sędziów jednoosobowo przez członka egzekutywy, bez udziału jakichkolwiek innych organów, w tym parlamentu, odbiega od europejskich standardów, Europejski Trybunał Praw Człowieka dopuszcza to rozwiązanie pod warunkiem, że osoby mianowane wolne są od wpływów lub nacisków podczas wykonywania swoich funkcji orzeczniczych. W Niemczech – zarówno w landach, jak i na poziomie federalnym – minister sprawiedliwości nie jest jednocześnie Prokuratorem Generalnym, co zapobiega wpływom politycznym na sądownictwo.
11 landów (Badenia-Wirtembergia, Berlin, Brandenburgia, Brema, Hamburg, Hesja, Meklemburgia-Pomorze Przednie, Nadrenia-Palatynat, Szlezwik-Holsztyn, Turyngia) ma Richterwahlausschuss. Jego kompetencje różnią się w zależności od landu:

### Badenia-Wirtembergia
Sędziów wybiera i mianuje minister sprawiedliwości landu. Jeżeli prezydium danego sądu nie zgadza się z wyborem, powołuje się Richterwahlausschuss, aby rozwiązać konflikt.

### Bawaria
Istnieje Richter-Wahl-Kommission, w skład której wchodzą marszałek parlamentu bawarskiego oraz dziewięciu jego posłów, ale Richter-Wahl-Kommission wybiera tylko sędziów bawarskiego trybunału konstytucyjnego (Bayerischer Verfassungsgerichtshof – BayVerfGH). Sędziów sądów powszechnych wybiera i mianuje minister sprawiedliwości landu.

### Berlin
Richterwahlausschuss ma 14 członków, w tym ośmiu posłów parlamentu berlińskiego.

### Brandenburgia
Richterwahlausschuss ma 12 członków, w tym ośmiu posłów parlamentu brandenburskiego.

### Brema
Richterwahlausschuss ma 11 członków, w tym pięciu posłów parlamentu Bremy.

### Hamburg
Richterwahlausschuss ma 14 członków, w tym dziewięciu posłów i senatorów parlamentu Hamburga, vide art. 63 konstytucji Hamburga.

### Hesja
Richterwahlausschuss ma 13 członków, w tym siedmiu posłów parlamentu Hesji, vide art. 127 ust. 3 konstytucji Hesji.

### Meklemburgia-Pomorze Przednie
Istnieje Richterwahlausschuss, vide art. 76 ust. 3 konstytucji Meklemburgii-Pomorza Przedniego.

### Nadrenia-Palatynat
Richterwahlausschuss ma 11 członków, w tym ośmiu posłów parlamentu Nadrenii-Palatynatu, vide art. 102 konstytucji Nadrenii-Palatynatu.

### Szlezwik-Holsztyn
Istnieje Richterwahlausschuss. 2/3 członków to posłowie parlamentu Szlezwika-Holsztynu, vide art. 43 konstytucji Szlezwika-Holsztynu.

### Turyngia
Richterwahlausschuss ma 12 członków, w tym ośmiu posłów parlamentu Turyngii, vide art. 89 ust. 2 konstytucji Turyngii.